# Stationsplein (Amsterdam)

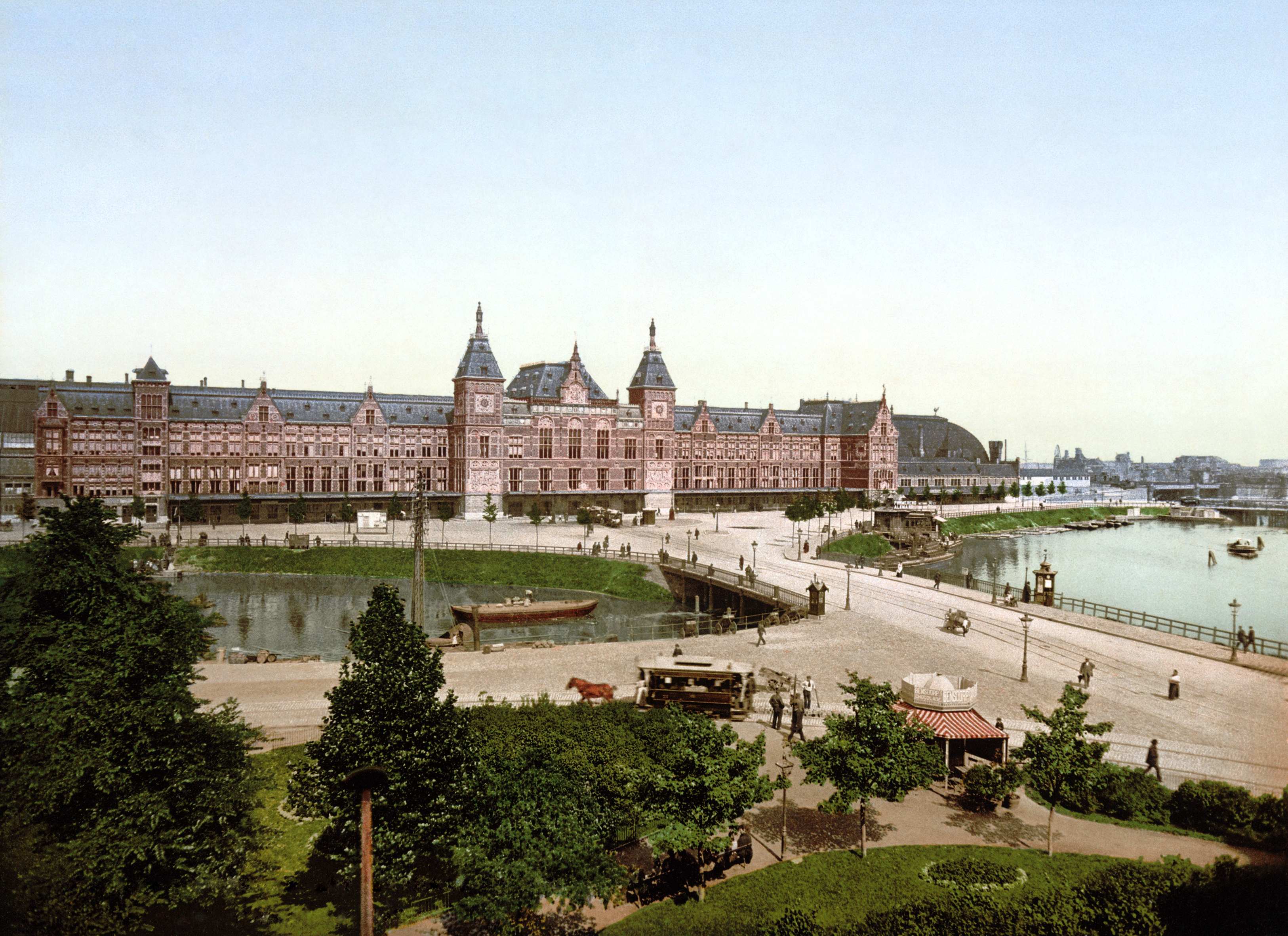
Centraal Station met er voor het Stationsplein eind 19e eeuw.

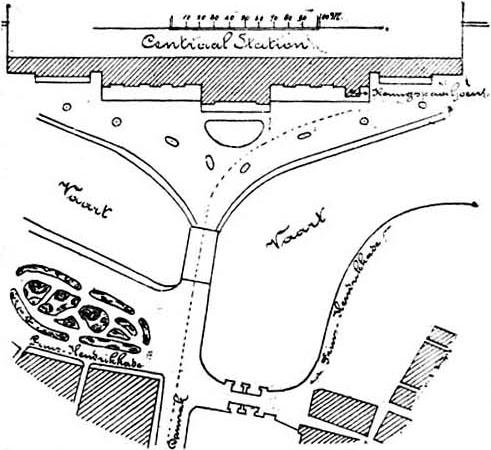
Plattegrond van het Stationsplein eind 19e eeuw.

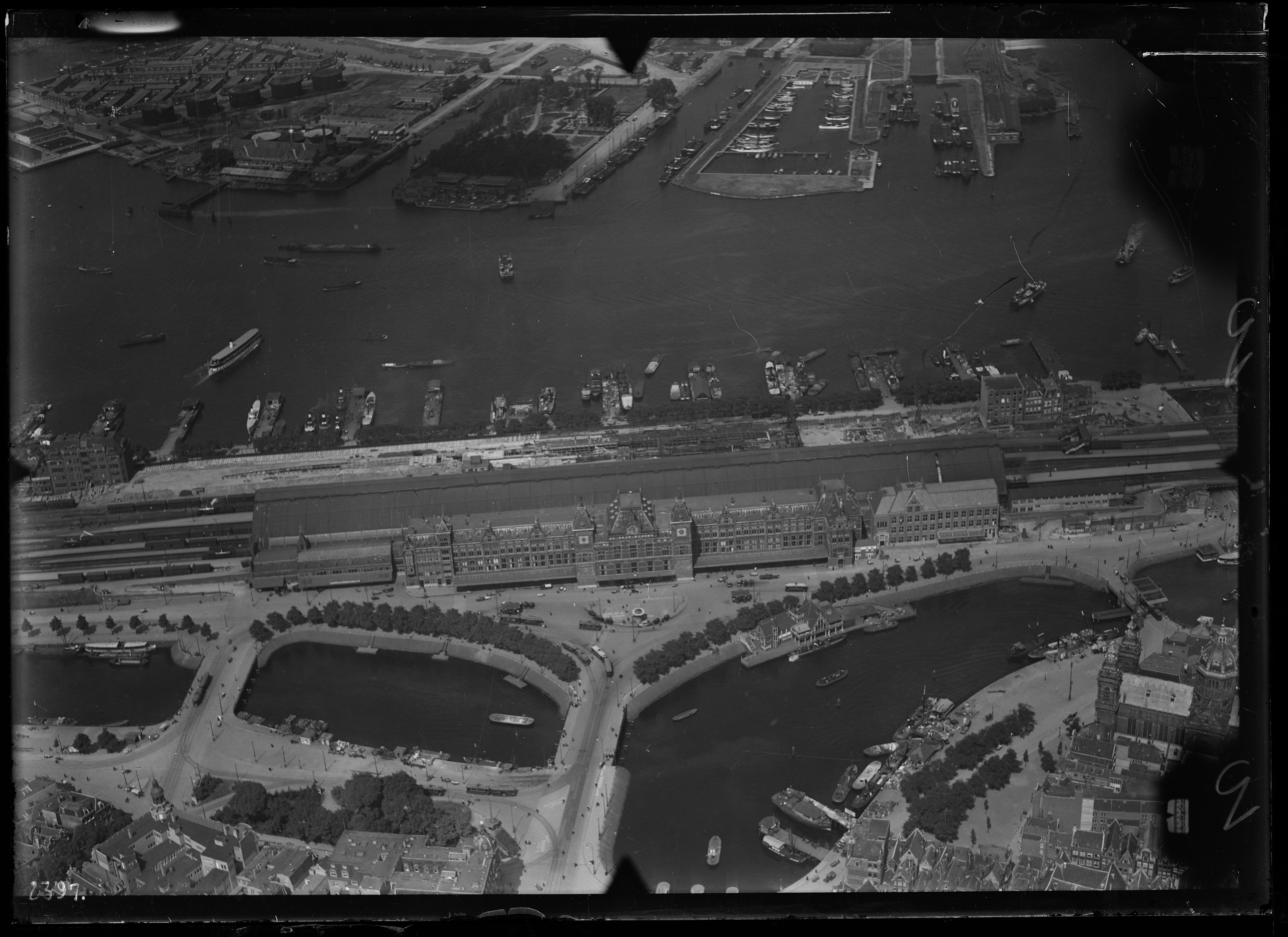
Luchtfoto van het Stationsplein en omgeving met de drie toegangsbruggen: v.l.n.r. brug 13, 306 en 285; tussen 1920 en 1940.

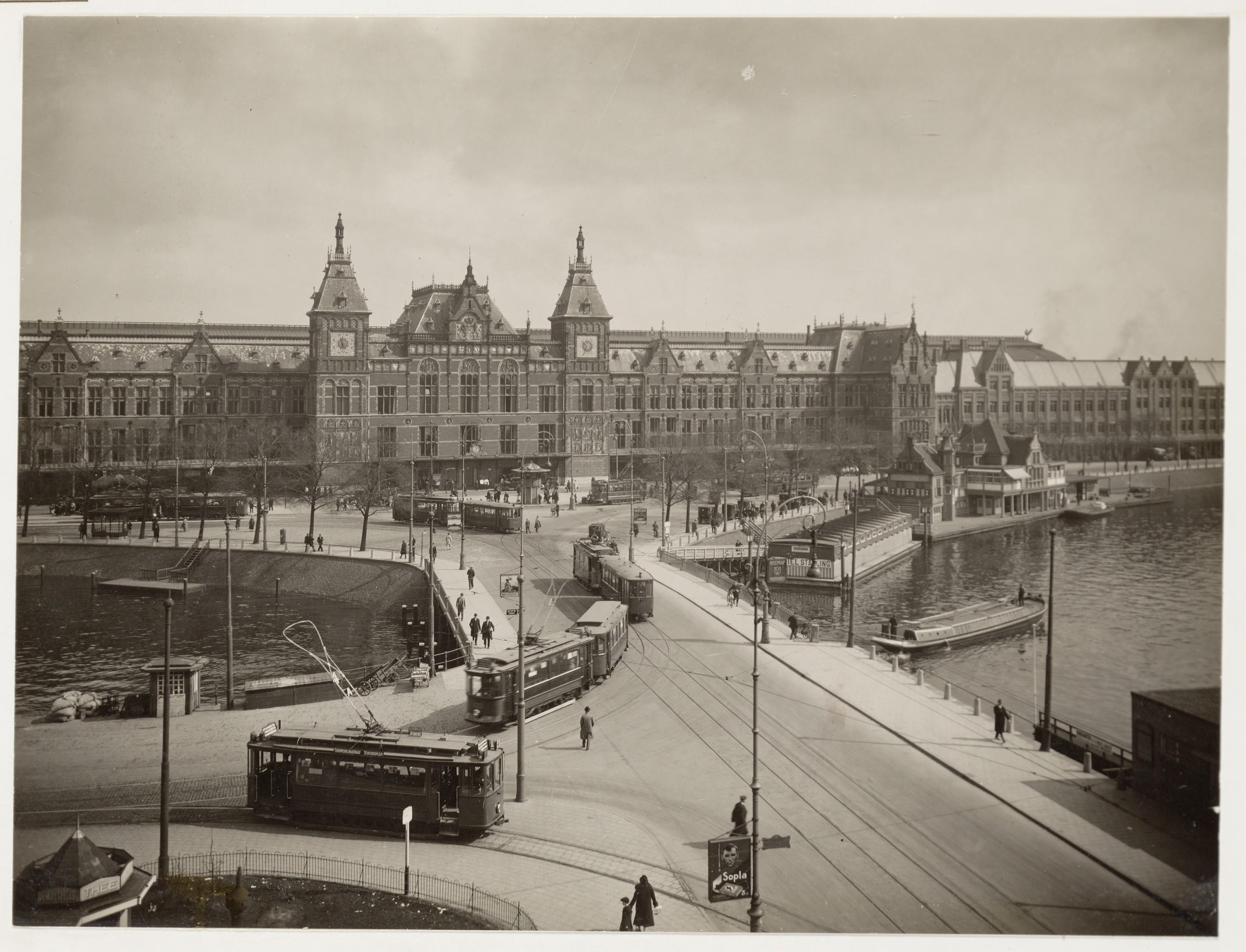
Stationsplein met druk tramverkeer, gezien vanaf het Damrak naar het Centraal Station; circa 1925 - 1930.

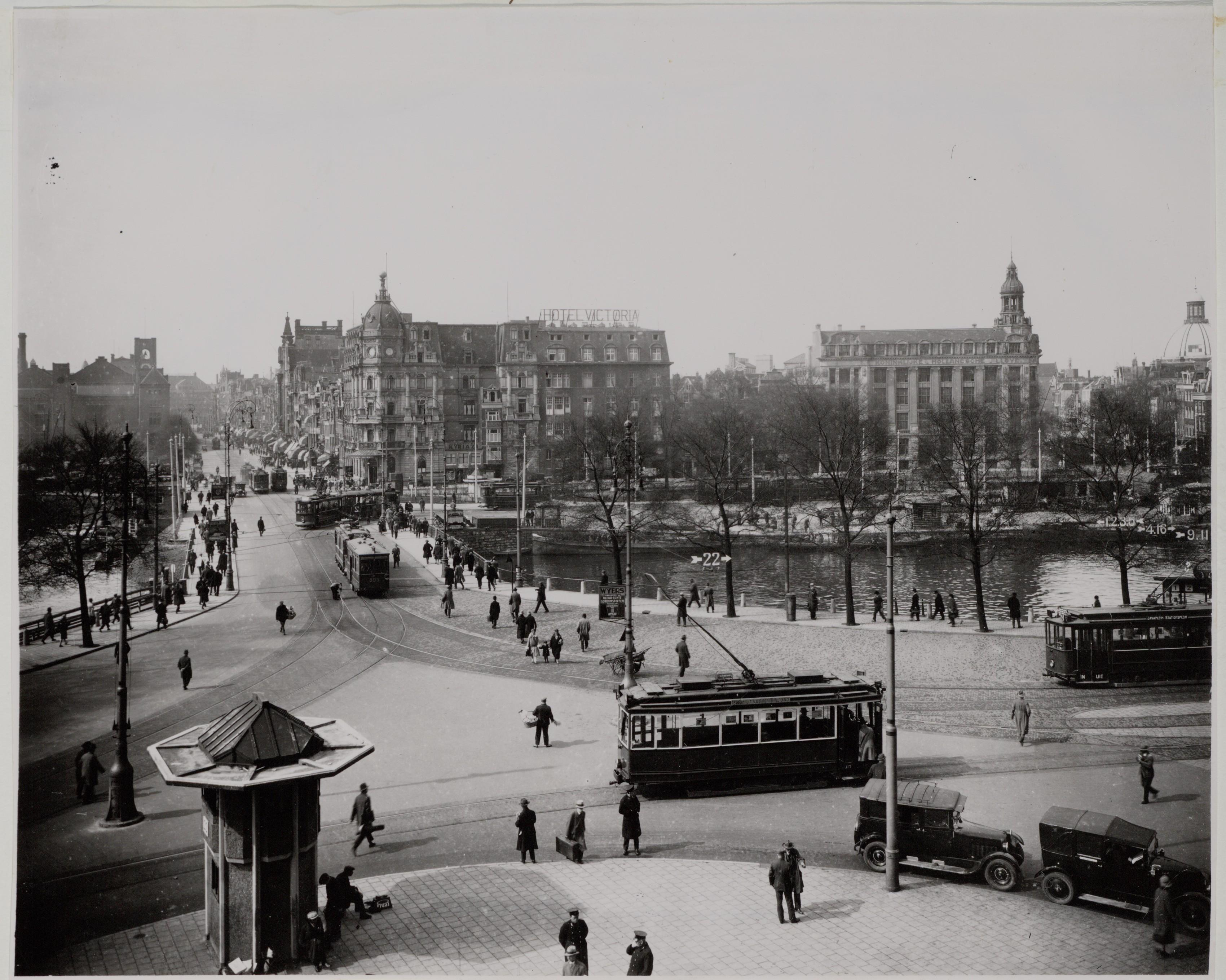
Stationsplein, gezien vanaf het Centraal Station naar het Damrak en de Prins Hendrikkade. Op de voorgrond: tramhalte met tram van lijn 22; circa 1931.

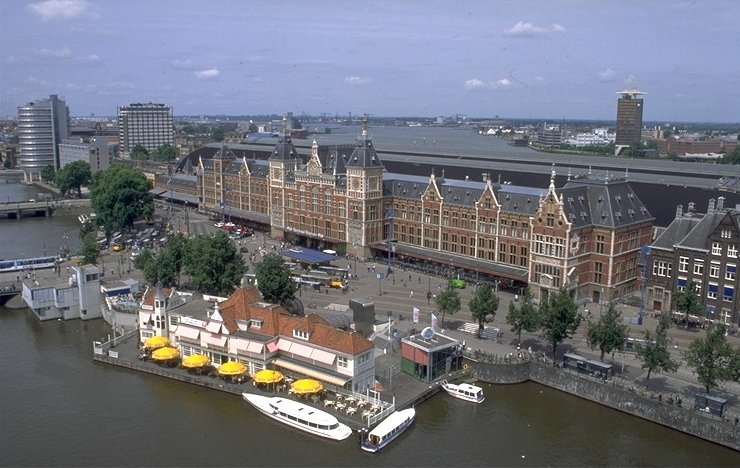
Het Amsterdamse Centraal Station met ervoor het Noord-Zuid-Hollands Koffiehuis.

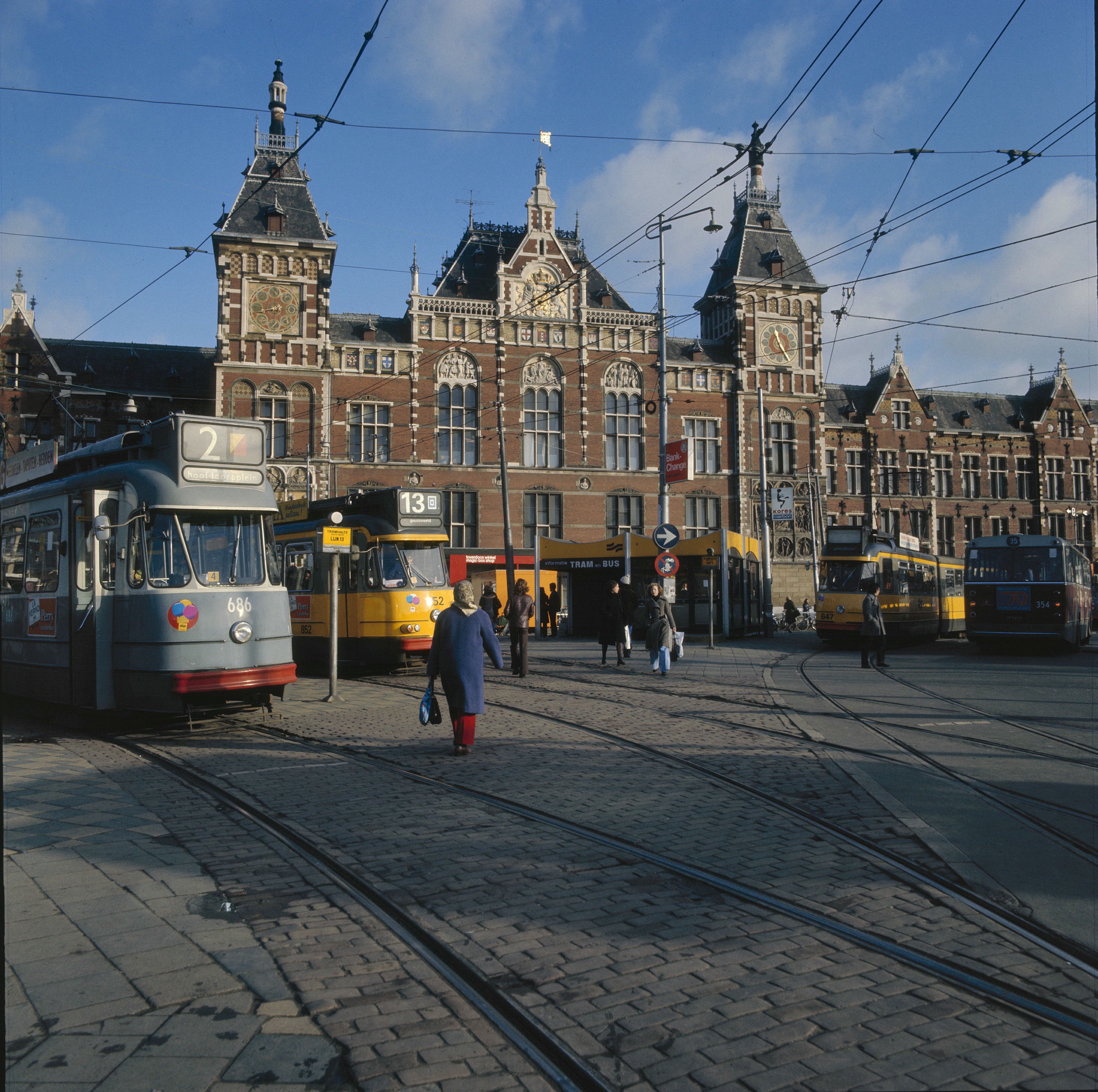
Stationsplein met Amsterdamse trams in 1975.

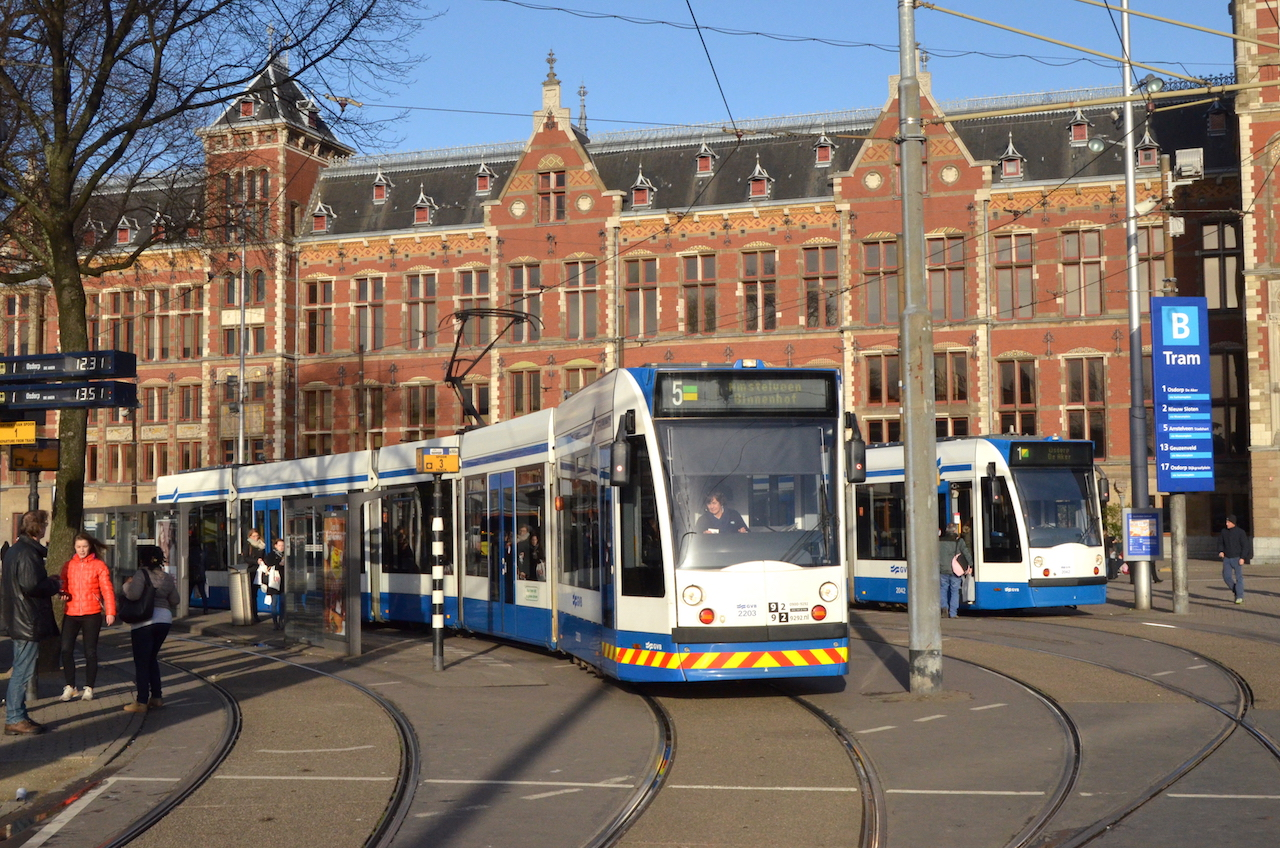
Stationsplein met Amsterdamse tram van lijn 5; 31 december 2015.

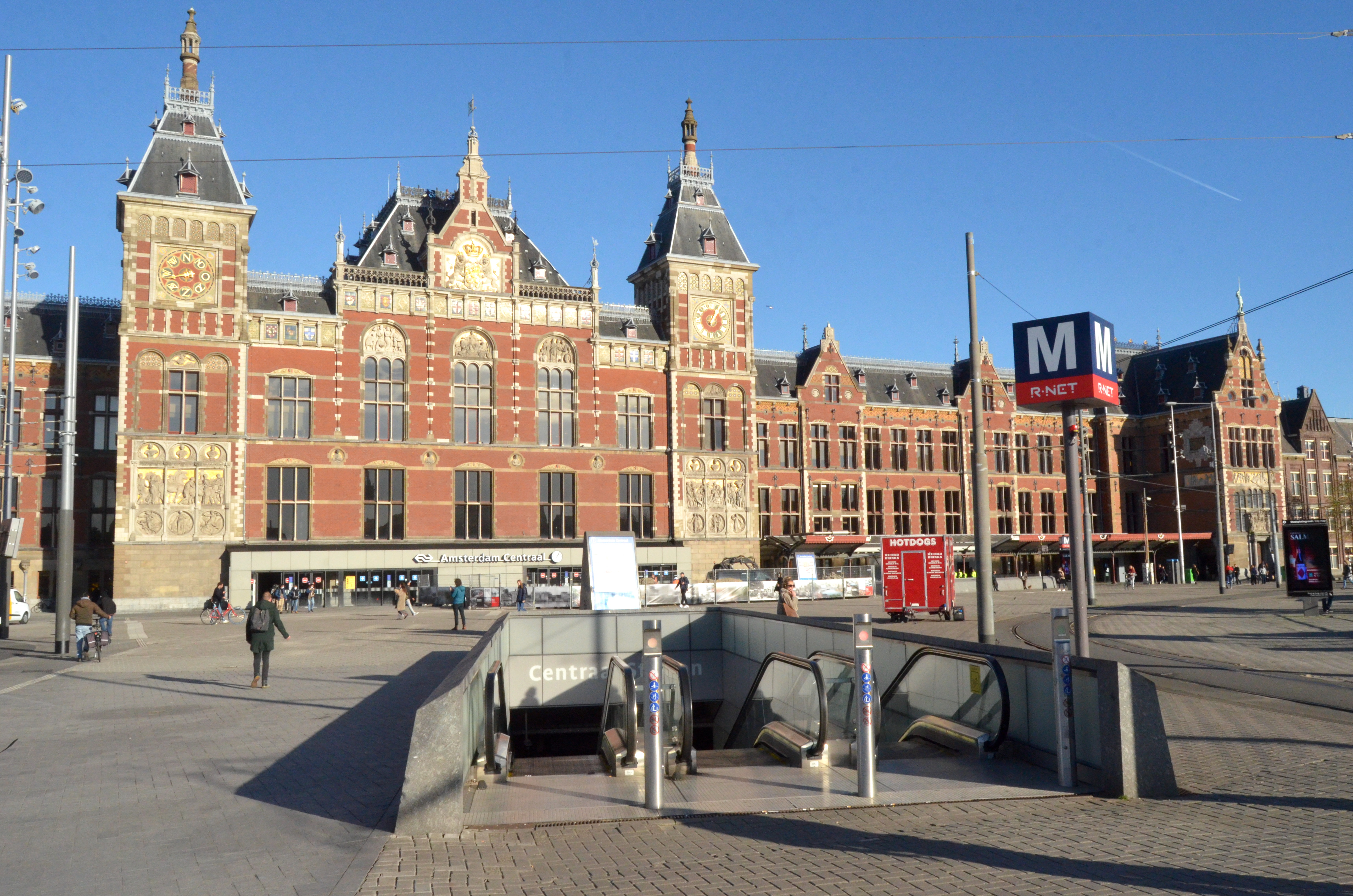
Het Stationsplein met een van de nieuwe, in november 2011 geopende entrees van het metrostation onder het Stationsplein; november 2020.

Het Stationsplein is het plein voor het Centraal Station in Amsterdam en kreeg zijn naam in 1889, toen het station werd geopend. Het plein heeft een driehoekige vorm en wordt omsloten door het stationsgebouw enerzijds en het water van het Open Havenfront anderzijds. Er zijn drie bruggen die het op het middelste stationseiland gelegen Stationsplein verbinden met de Prins Hendrikkade: de Westelijke Toegangsbrug (brug nr. 13), de Middentoegangsbrug (brug nr. 306) en de Kamperbrug (brug nr. 285).

## Noord-Zuid-Hollands Koffiehuis
Naast het stationsgebouw staat aan dit plein ook het Noord-Zuid-Hollands Koffiehuis. Dit uit 1912 daterende gebouw heette oorspronkelijk Noord-Hollands Koffiehuis. Het was het vertrekpunt van de veerbootjes naar de overkant van het IJ, waar de Waterlandse tram naar Edam en Purmerend vertrok. Toen deze tram in 1932 opging in de Noord-Zuid-Hollandse Tramweg Maatschappij (NZHTM) kreeg het gebouw de naam Noord-Zuid-Hollands Koffiehuis.
Voor de bouw van de Oostlijn van de metro werd het gebouw in 1972 afgebroken, maar na de afronding van de werkzaamheden in 1980 werd het weer herbouwd boven op het metrostation. Sindsdien zijn ook de VVV (Amsterdam Tourist Board) en het GVB (Gemeentevervoerbedrijf) er gehuisvest.

## Verkeer en vervoer
Het Stationsplein behoort tot de drukste pleinen van Amsterdam. Duizenden voetgangers op weg tussen het Centraal Station en de Binnenstad passeren dagelijks het plein. Voorts is het Stationsplein het belangrijkste knooppunt van Amsterdamse tram en metrolijnen.
De Amsterdamse tramlijnen 2, 12, 13 en 17 hebben hun eindpunt aan de westzijde op het Stationsplein en de tramlijnen  4, 14 en 26 aan de oostzijde. Alle buslijnen hebben sinds 2018 hun eindpunt achter het station en halteren niet meer op het Stationsplein. Wel is er een uitstaphalte op de Prins Hendrikkade bij de Kamperbrug en een instaphalte op de Prins Hendrikkade bij het Scheepvaarthuis.

### Geschiedenis
Tot 1900 was de Dam het centrale plein voor de tram. Daarna nam het Stationsplein deze functie over. Oorspronkelijk was er maar één tramlus rond het Open Havenfront tussen de Middentoegangsbrug en Westelijke Toegangsbrug. Deze lus werd in twee richtingen bereden en heeft vele varianten gehad met maximaal vijf sporen. Van 1906 tot 1960 was er ook een dubbelspoor over de Kamperbrug naar de Prins Hendrikkade (oostelijke richting). Na vernieuwing van de Kamperbrug kwam er in 1963 een extra lus in gebruik van de Middentoegangsbrug langs de Sint-Nicolaaskerk en over de Kamperbrug. Tot 1980 was hier enkelspoor, daarna was er ter hoogte van het Noord-Zuid-Hollands Koffiehuis een viersporige halte voor de Damrak-lijnen. De tramlus aan de westkant telt sinds 1981 ook vier sporen die alleen nog in de richting van de Middentoegangsbrug worden bereden. Hier hebben de lijnen naar de Nieuwezijds Voorburgwal hun halte. Tot 1955 waren er ook sporen in gebruik in westelijke richting op de Prins Hendrikkade naar de Haarlemmerstraat en in oostelijke richting richting naar de Geldersekade.
Na de opening van de IJtunnel en de komst van de buslijnen naar de Bijlmermeer kon men maar met moeite voldoende standplaatsen creëren. Om die reden konden de bussen van de ENHABO pas in 1969 en die van de NACO in 1972 een plek op of rond het Stationsplein vinden. Tijdens de bouw van de Oostlijn van de metro onder het Open Havenfront werden een aantal bushaltes verplaatst naar de Kamperdam tegenover de Sint-Nicolaaskerk.
Onder het Stationsplein ligt sinds 1980 ook een metrostation. De Amsterdamse metrolijnen 51, 53 en 54 hebben hier hun eindpunt. Tegelijkertijd vond een herinrichting van het plein plaats waardoor er acht verschillende tram- en busstations kwamen, aangeduid met een letter:
- A - Oosterdokskade
- B - Kamperbrug
- C - Oostelijk busstation
- D - Oostelijk tramstation
- E - Westelijk tramstation
- F - Entosspoor (westelijk Stationsplein)
- G - Sint-Nicolaaskerk
- H - Prins Hendrikplantsoen

Sinds 2003 waren er bouwwerkzaamheden op het plein voor de aanleg van de metro Noord/Zuidlijn (lijn 52) die het Centraal Station haaks kruist.
In verband met de bouw van de Noord/Zuidlijn werd het Oostelijk tramstation in 2000 verplaatst naar het Oostelijk busstation dat werd uitgebreid met een platform boven het Open Havenfront. De bussen van Connexxion verhuisden in 2001 van de Sint-Nicolaaskerk naar een busplatform boven het water bij de Oosterdoksdam. Vanaf 2008 kon de Middentoegangsbrug niet meer door de buslijnen bereden worden. De buslijnen naar Noord kregen een tijdelijke brug over het Open Havenfront en de buslijnen naar Amsterdam-West kregen een standplaats in het Prins Hendrikplantsoen.
Sinds december 2009 zijn de haltes van de streekbuslijnen (richting Waterland) verplaatst naar het nieuwe busstation IJzijde aan de IJ-zijde van het Centraal Station en sinds december 2014 vertrekken daar alle buslijnen naar Noord, behalve de nachtbussen van Connexxion, en alle GVB nachtbussen. Sinds 2018 was het voormalige Oostelijk busstation in gebruik als fietsenstalling. Sinds 22 juli 2018 hebben alle nog overgebleven buslijnen hun halte of eindpunt aan de achterkant van het station.
Op 21 november 2011 zijn de eerste twee toegangen tot de nieuwe verdeelhal onder het plein, als onderdeel van het nieuwe metrostation voor de Noord/Zuidlijn, in gebruik genomen. Toen konden de oude toegangen uit 1980 naar de Zuidoostlijn worden gesloopt om ruimte te maken voor de rest van de nieuwe ondergrondse stationshal met extra toegangen. De rode beschildering was tijdelijk, voor de opening van de Noord/Zuidlijn in 2018 was de hal verder afgewerkt.

## De Entree
Onder de noemer 'De Entree' is er tussen 2018 en 2023 onder het westelijke deel van het Open Havenfront een fietsenstalling gebouwd voor circa 7.000 fietsen. In het verlengde van de Martelaarsgracht, naast de Westelijke Toegangsbrug, is de entree. Ook is het water verbreed aan de zijde van de Prins Hendrikkade (het vroegere Prins Hendrikplantsoen is afgegraven). Hier is een verlaagde kade aangelegd met steigers voor rondvaartboten. De kosten van het hele project zijn begroot op 90 miljoen euro.
De nieuwe stalling is mede bedoeld als vervanging van de 'fietsflat', die sinds 2001 aan de westkant van het Stationsplein staat, boven het water van het Open Havenfront. Het is nog niet bekend wat er met de fietsflat gaat gebeuren.
Het hele Stationsplein en het hele gebied tussen Singel en Geldersekade inclusief de Prins Hendrikkade is heringericht. Het gedeelte tussen Martelaarsgracht en Damrak is sinds 2018 autovrij.
Op de Prins Hendrikkade en het Stationsplein werden tramsporen, wissels en bovenleiding vernieuwd. Ten behoeve van omleidingen is er in 2020 een extra tramverbindingsspoor aangelegd over de Prins Hendrikkade van west naar oost. Ook kwam er ten behoeve van tramlijn 26 een keerlus voor omleidingen aan de noordoostzijde van het station.
Op het Stationsplein zijn de tramhaltes aan de oost- en westkant in 2020 en 2021 vernieuwd waarbij de haltes aan de oostkant na 21 jaar weer werden teruggelegd op de oude plaats (uit de periode 1980-2000) tegenover het Noord-Zuid-Hollands Koffiehuis. De perrons werden hoger en breder en daarmee beter zichtbaar, veiliger en beter toegankelijk voor mindervalide reizigers. Het hele Stationsplein werd opnieuw betegeld met duurzaam natuursteen, net als de Rode Loper en de voetgangersgebieden aan de IJzijde. De kosten van het hele project waren  begroot op 90 miljoen euro.